# Adam Kozłowiecki
Adam Kozłowiecki SJ (Huta Komorowska, 1 de abril de 1911 - Lusaka, 28 de setembro de 2007), foi um sacerdote jesuíta polonês. Sobrevivente do campo de concentração de Dachau, foi missionário na Rodésia do Norte (atual Zâmbia), tornando-se bispo e arcebispo de Lusaka. Foi feito cardeal pelo Papa João Paulo II.

## Biografia
Adam Kozłowiecki nasceu em Huta Komorowska, na então Áustria-Hungria, parte atualmente de Majdan Królewski, Voivodia da Subcarpácia. Filho de Adam Kozłowiecki e Maria Janochów, tinha dois irmãos e era descendente da família nobre de Ostoja.
Estudou na escola jesuíta em Chyrów (hoje na Ucrânia); devido o interesse do jovem Adam na Companhia de Jesus, seus pais o enviaram para uma escola particular em Poznan; depois que ele terminou a escola, renunciou ao seu título e herança e entrou na ordem em Stara Wiés, em 30 de julho de 1929; noviciado de Brzozów, Brzozów; Faculdade Jesuíta de Filosofia, Cracóvia; magistério em Chyrów; Faculdade Teológica Bobolanum, Lublin; terceira provação, Lviv. Fez os votos finais em 15 de agosto de 1945, em Roma.
Foi ordenado padre jesuíta em 24 de junho de 1937, em Lublin, por Karol Niemira, bispo auxiliar de Pinsk. Em 10 de novembro de 1939, foi preso pela Gestapo em Cracóvia e depois enviado para Auschwitz (junho-dezembro de 1940). Foi transferido para o campo de concentração de Dachau, de dezembro de 1940 a 29 de abril de 1945, sendo liberto pelas tropas dos Estados Unidos.
Após sua libertação, Kozłowiecki ensinou na escola jesuíta em Pullach. Voluntário para a missão jesuíta na Rodésia do Norte, atual Zâmbia. Ministério pastoral, especialmente em educação, 1946-1950. Administrador Apostólico do Vicariato apostólico de Lusaka em 1950.
Aos 4 de junho de 1955, o papa Pio XII nomeou Kozłowiecki como Vigário Apostólico de Lusaka e Bispo titular de Diospolis Inferior. Recebeu a ordenação episcopal em 11 de setembro daquele ano, pelo arcebispo James Robert Knox; os principais co-consagradores foram Aston Ignatius Chichester, SJ, arcebispo de Salisbury, e Joost Van den Biesen, M. Afr., Vigário Apostólico de Abercorn. Em 25 de abril de 1959, ele foi nomeado o primeiro Arcebispo Metropolitano de Lusaka. Renunciou à sé em 29 de maio de 1969 para que um africano pudesse ser nomeado Arcebispo, recebendo no mesmo dia o arcebispado titular de Potentia in Piceno.
Participou de todas as sessões do Concílio Vaticano II e do primeiro Sínodo dos Bispos em 1967, e da Assembleia Especial do Sínodo dos Bispos de 1994 dedicada à África. Após sua renúncia, continuou a servir como missionário na Zâmbia: até 1989, foi diretor da Pontifícia Sociedade Missionária da Zâmbia, renunciando ao cargo para entregá-lo aos jovens padres em ascensão; apesar de sua idade avançada, trabalhou nas missões de Chikuni, Chingombe, Mulungushi, Lusaka e outras. Foi membro da Congregação para a Evangelização dos Povos de 1970 a 1991.
Foi criado cardeal pelo papa João Paulo II no consistório de 21 de fevereiro de 1998; instalado cardeal-presbítero de S. Andreae em Quirinali em 28 de fevereiro. Como chegou aos 80 anos antes de se tornar cardeal, não era mais elegível para participar de conclaves.
O cardeal faleceu em um hospital de Lusaka. Foi sepultado no terreno da catedral metropolitana do Menino Jesus, Lusaka.

## Honrarias
Cardeal Adam Kozłowiecki recebeu muitos reconhecimentos, entre eles: 
- Companheiro da Ordem da Liberdade da República da Zâmbia (1987)[3]
- Comenda do Mérito da República da Polônia, pelo Presidente Lech Walesa (1995)[3]
- Cidadania honorária da comuna Majdan Królewski (1997)[5]
- Cavaleiro da Legião de Honra da França (2006)[3]
- Grã-Cruz da Ordem da Polônia Restituta, do Presidente da Polônia, Lech Kaczyński (2007)[6]
- Distintivo de honra ao Mérito da Voivodia da Subcarpácia[7].

A Fundação Adam Kozłowiecki, "Coração sem Fronteiras" (Fundacja im. Księdza Kardynała Adama Kozłowieckiego „Serce bez granic”), foi fundada em sua homenagem, em 2008, visando reconstruir o palácio Kozłowiecki em Huta Komorowska, adaptando-o em centro de memória do cardeal e criar um centro missionário de caráter formativo e educativo. O museu foi inaugurado em 2011.

Em abril de 2011, os correios polacos emitiram um selo postal comemorativo do 100º aniversário do seu nascimento.